# Biche (copilote)
Pour les articles homonymes, voir Petit et Biche.
Michèle Espinosi-Petit, plus connue sous le nom de Biche, est une navigatrice de rallyes automobiles, née le 28 septembre 1948 à Crémieu dans le département de l'Isère. Durant sa carrière elle a assisté plusieurs grands pilotes français. Elle est apparentée à la famille Grammont,.

## Victoires en championnat du monde des rallyes
références : Jonkka's World Rally Archive, RallyBase
| # | Saison | Rallye                 | Pays   | Pilote              | Copilote | Voiture                  |
| - | ------ | ---------------------- | ------ | ------------------- | -------- | ------------------------ |
| 1 | 1973   | 42e Rallye Monte-Carlo | Monaco | Jean-Claude Andruet | "Biche"  | Alpine-Renault A110 1800 |
| 2 | 1974   | 18e Tour de Corse      | France | Jean-Claude Andruet | "Biche"  | Lancia Stratos HF        |

## Victoires en championnat d'Europe des conducteurs
Le championnat d'Europe des rallyes pour conducteurs fut créé en 1953, et ne doit pas être confondu avec le championnat d'Europe des rallyes pour constructeurs disputé en 1968 et 1969, ni avec le championnat international des marques (parfois désigné championnat d'Europe des marques) qui fut disputé de 1970 à 1972, avant la création du championnat du monde des rallyes en 1973.
| #  | Saison | Rallye                                             | Pays   | Pilote              | Copilote | Voiture           |
| -- | ------ | -------------------------------------------------- | ------ | ------------------- | -------- | ----------------- |
| 6  | 1972   | Rallye Lyon-Charbonnières-Stuttgart-Solitude (25e) | France | Jean-Claude Andruet | "Biche"  | Alpine A110 1800  |
| 7  | 1972   | Tour de France automobile (17e)                    | France | Jean-Claude Andruet | "Biche"  | Ferrari 365 GTB4  |
| 8  | 1972   | Tour de Corse (16e)                                | France | Jean-Claude Andruet | "Biche"  | Alpine A110 1800  |
| 9  | 1974   | Giro Italia (2e)                                   | Italie | Jean-Claude Andruet | "Biche"  | Lancia Stratos HF |
| 11 | 1978   | Ronde limousine (25e)                              | France | Jean-Claude Andruet | "Biche"  | Fiat 131 Abarth   |
| 16 | 1982   | Tour de France automobile (41e)                    | France | Jean-Claude Andruet | "Biche"  | Ferrari 308 GTB   |

## Notes et références

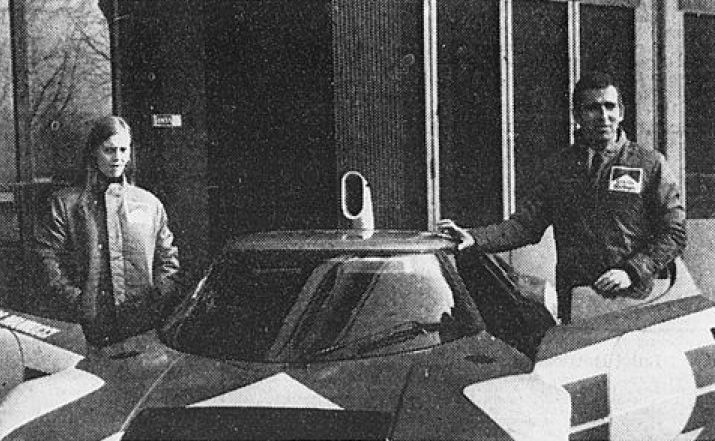
Jean-Claude Andruet et “Biche” autour du prototype Lancia Stratos Marlboro à Turin en 1973